# Parsisme
Parsismen er en mindretalsreligion i Indien, en form af Zarathustrianisme.
Parserne følger den iranske profet Zarathustra. De udvandrede fra Iran til Indien i middelalderen — navnet er afledt af "Persien". Der er ca. 100,000 parsere, koncentreret i Mumbai. Befolkningstallet skrumper ind af demografiske grunde (parsere søger ikke proselytter) og det frygtes at sekten vil uddø.
Af religiøse grunde — lig er urene, og både jord og ild er hellige — udstiller de deres døde i dakhma, konventionelt "tårn af tavshed", hvor de bliver spist af gribbe. I nyere tid er denne metode blevet problematisk da forurening har gjort gribbene sjældnere.
Den berømte indiske familie Tata er parsisk. I Vesten var Freddie Mercury fra  Queen nok den mest kendte parser.